# 1985年8月逝世人物列表
1985年逝世人物列表：1月 - 2月 - 3月 - 4月 - 5月 - 6月 - 7月 - 8月 - 9月 - 10月 - 11月 - 12月
1985年8月逝世人物列表，是用于汇总1985年8月期间逝世人物的列表。

## 依日期排序

### 1日
- D.H.特納，英國藝術史學家和博物館館長
- 阿洛伊斯·卡里吉特，瑞士藝術家、畫家和兒童讀物作家
- 卡雷爾·愛德華·范·夏蘭特，荷蘭法西斯主義者
- 海伦妮·恩格尔曼，奧地利花樣滑冰運動員
- 亞瑟·哈瑙，德國農業科學家
- 維多利亞·姆森格，南非反種族隔離活動家和謀殺受害者
- 費爾南多·普雷維塔利，義大利指揮家、作曲家和音樂作家
- 埃裡希·羅恩，德國小提琴家
- 沃爾夫·沙登多夫，德國藝術史學家和博物館館長
- 傑姆斯·拉維·謝弗，美國政治家
- 約瑟夫·沃克，美國電影攝影師
- 山姆·伍丁，美國爵士鋼琴家、編曲家和樂隊領隊

### 2日
- 徐柳仙，68岁，香港粤剧演员。
- 郭雨新，76岁，台湾黨外運動人物。
- 菲力浦·唐·埃斯特裡奇，美國工程師，IBM PC的開發者
- 弗蘭克·費倫，美國演員
- 馬澤爾·奧伯內德，德語教師、音樂家和當地詩人
- 萊因霍爾德·羅斯，德國政治家（NSDAP），聯邦議院議員
- 卡爾-海因茨·斯特魯，德國演員、導演和戲劇導演
- 若昂·佩雷拉·韋南西奧，萊里亞羅馬天主教主教

### 3日
- 戈登·邱吉爾，加拿大律師、軍官和政治家
- 羅伯特·亨特·米德爾頓，美國雕刻師、平面藝術家和排版師
- 讓·雷貝爾，德國發動機設計師
- 伊萬·拉科維奇，南斯拉夫古生物學家

### 4日
- 阿道夫·佈雷克維爾特，比利時自行車手
- 弗里茨·艾克邁爾（Fritz Eikemeier），德國共產黨人，反對納粹政權的抵抗戰士，集中營囚犯和東柏林警察局長
- Zbyněk Vostřák，捷克作曲家
- 唐·惠蘭斯，英國登山家

### 5日
- 阿諾德·霍文，哈佛大學深紅和NFL橄欖球運動員
- 埃裡希·巴特爾，德國天文學家，Jahnhöhe阿波爾達天文臺的創始人
- 本尼迪克特·多爾夫，瑞士作曲家
- 阿爾弗雷德·考特，瑞士農業科學家
- 埃裡希·威切特，德國政治家（SED），東德國家安全部長
- 尤薩斯·齊列維丘斯，立陶宛作曲家、管風琴家、音樂教育家和學者

### 6日
- 福布斯·伯納姆，圭亞那政治領袖，圭亞那第一任總理和蓋亞那第二任總統
- 約翰·哈蒙，美國演員
- 基爾馬尼男爵威廉·安斯特拉瑟-格雷，英國政治家（保守黨），下議院議員
- 邁克爾·巴辛格，奧地利政治家（ÖVP），州議會議員
- 安東尼諾·卡薩拉，義大利偵探和高級黑手黨獵人
- 拉蒙·埃內斯托·克魯茲，宏都拉斯政治家
- 卡爾·迪比奇，德國畫家
- 約翰·庫爾茨，奧地利神職人員，霍拉布倫男子神學院院長
- 理查·皮珀，德國工會會員（FDGB）和政治家（SED）
- 卡爾·魯伯格，德國經濟學家、大學工商管理教授

### 7日
- 維爾納·多貝爾曼，德國作家和當地歷史學家
- 咪咪·埃克邁爾-弗洛伊登塔勒，奧地利作家
- 拉斐爾·吉文（Raphael Giveon），德國埃及古物學家
- 格雷森·霍爾，美國女演員
- Gábor Szegő，匈牙利數學家

### 8日
- 孟用潜，80岁，中国国际问题研究所原所长。
- 路易絲·布魯克斯，美國女演員
- 米爾頓·格林，美國攝影師
- 愛德華·皮門塔爾，美國士兵；英國皇家空軍受害者
- Friedrich Kraft Schenck zu Schweinsberg，德國公務員和法官
- 阿爾弗雷德·托費爾，德國企業家
- 裘莉·弗拉斯托，法國網球運動員
- 里奧·韋斯格伯，德國語言學家和兒童學家

### 9日
- 克萊夫·丘吉爾，澳大利亞橄欖球聯盟球員和教練
- 弗雷德·阿克斯特倫，瑞典創作歌手
- 霍斯特·根岑，德國演員和配音演員
- 阿爾弗雷德·霍普，德國畫家和平面藝術家
- 瑪麗-斯蒂芬修女，加拿大音樂教育家和作曲家
- 亞瑟·羅森哈默，德國賽車手

### 10日
- 肯尼·貝克，美國演員和歌手
- 愛德華·斯旺斯特羅姆，羅馬天主教神職人員

### 11日
- 赫克托·格雷，蘇格蘭街頭商人和公司董事
- 威廉·約翰·范·布洛梅斯坦，荷蘭水利工程師，蘇里南布洛梅施泰因湖設計師
- 庫爾特·布利根，德國戰鬥機飛行員
- 尼克·塞羅利，美國爵士音樂家
- 尼古拉斯·達博芬，德國企業家
- 亞諾斯·德拉帕爾，匈牙利摩托車手
- 約瑟夫·法斯，德國足球運動員
- 帕維爾·彼得羅維奇·科羅夫金，俄羅斯數學家
- 海因里希·梅德，奧地利新教牧師
- 沃爾特·斯坦（Walter Stein），德國黨衛軍領導人和警察局長

### 12日
- 萧华，69岁，中国人民解放军上将。
- 曼弗雷德·溫克爾霍克，德國賽車手[1]
- 日本航空123號班機空難著名遇難者
  - 坂本九，日本著名歌手、演員
  - 北原遙子，日本女演員，前寶塚歌劇團演員
  - 中埜肇，阪神電氣鐵道専務執行鐵道事業本部長，職業棒球阪神虎隊總經理
  - 浦上郁夫，好侍食品執行社長
  - 塚原仲晃，醫學博士，大阪大學基礎工學部教授
  - 辻昌宪，前自行車運動員
  - 竹下元章，職業棒球廣島東洋鯉魚隊前選手
  - 藤島克彥
  - 生駒隆子
- 雅各·阿德哈特，奧地利雕塑家
- 阿爾多·克魯多，義大利編劇
- 比利·德沃爾，美國賽車手
- 阿方斯·盧茲尼，德國軍官，二戰最後一位中將
- 馬塞爾·米哈洛維奇，羅馬尼亞-法國作曲家
- 帕斯誇萊·普魯納斯，義大利記者、攝影師和紀錄片製片人
- 維爾納·拉迪格，德國考古學家、民俗學家和大學講師
- 津村秀夫，日本影評人

### 13日
- 庫爾特·克洛佩爾，德國土木工程師
- 約翰·威拉德·萬豪，美國企業家
- 約翰·派珀（Johann Pieper），德國政治家（SPD），聯邦議院議員
- Åse Gruda Skard，挪威大學講師、兒童心理學家和作家

### 14日
- 瑪麗·貝爾，法國女演員和戲劇導演
- 漢斯-迪特爾·布拉茨海姆，德國賽車手和企業家
- 阿爾弗雷德·海耶斯，英國作家
- 麗娜·海德里希，萊因哈德·海德里希的德國妻子
- 奧托·考夫曼，德國歷史學家
- 蓋爾·桑德加德，美國女演員

### 15日
- 呂炯，83岁，中国气象学家。
- 萊斯特·科爾，美國編劇，好萊塢十大人物之一
- 唐納德·弗格森，美國自行車手
- 萊昂·普里瑪，美國爵士音樂家（小號、聲樂）

### 16日
- 徐崇德，85岁，原桃園縣縣長。
- 沃爾特·波爾肯，德國政治家（SPD），聯邦議院議員
- 弗里德里希·舍納（Friedrich Scheiner），奧地利公務員
- 蓋薩·托爾迪，匈牙利足球運動員和教練
- 歐文·紮克-席林，奧地利記者、公關人員和馬克思主義者

### 17日
- 金永吉，75岁，朝鲜男高音歌唱家。

### 18日
- 卡爾·古斯納，德國足球運動員
- 漢斯-恩諾·科恩，德國檔案管理員和紋章師

### 19日
- 凱特·奧斯瓦爾德，德國女演員
- 柯蒂斯·豪·斯普林格，美國冒名頂替者、廣播傳教士和奇迹治療師
- 瓦爾納瓦斯·佐爾扎托斯，希臘大都會基特羅斯和卡泰里尼
- 塞德里克·華萊士，美國爵士音樂家
- 萊納斯·維蒂奇，德國出版商和公司創始人
- 山崎方代，日本作家

### 20日
- 唐纳德·赫布，81岁，加拿大心理学家。
- 肯尼斯·甘迺迪，澳大利亞速度滑冰運動員和冰球運動員和冰球官員
- 威廉·梅恩森-博爾肯，二戰中的德國海軍軍官和海軍中將
- 赫爾曼·施韋寧格（Hermann Schweninger），納粹安樂死的德國肇事者
- 威廉·斯蒂格，德國地方政治家，特勞恩施泰因市長

### 21日
- 大衛·奧萊爾，波蘭血統的猶太畫家

### 22日
- 伯頓·貝瑞（Burton Y.Berry），美國外交官和藝術收藏家
- 羅伯特·布希納，反對國家社會主義的德國抵抗戰士和記者
- 亞歷山德拉·謝爾蓋耶夫娜·霍赫洛娃，蘇聯女演員和編劇
- 保罗·彼得·埃瓦尔德，德國物理學家、晶體學家
- 羅曼·尤里耶夫-倫茨，蘇聯戲劇和電影演員和埃斯特拉達藝術家[2]
- 威利-奧古斯特·林內曼，德國-丹麥作家
- 約瑟夫·韋伯，西德和平運動政黨和團體的德國工作人員

### 23日
- 王昆侖，83岁，时任中国国民党革命委员会中央主席。
- 弗里德里希·本格爾，德國鎖匠，巴伐利亞英勇騎士勳章
- 君特·雅施克（Günter Jaschke），德國工會會員和政治家（SPD），聯邦議院議員
- 赫爾曼·羅爾巴赫，德國歌劇演唱家（男中音）
- 盧·塞茨（Lou Seitz），德國女演員

### 24日
- 王水金，67岁，台湾画家。
- 弗里茨·貝克，瑞士政客
- 保羅·克雷斯頓，美國音樂家和作曲家
- 魯普雷希特·迪特瑪，德國政治家
- 阿洛伊斯·多恩，奧地利視覺藝術家
- 奧托·林克，德國林務員、地質學家、古生物學家、環保主義者、景觀保護主義者、攝影師、作家
- 威廉·馬圖爾，德國記者和歷史學家
- 莫裡·裡斯金德，美國作家、百老匯導演
- 馬克斯·蘇爾茨巴赫納，瑞士畫家、平面藝術家、插畫家、化妝和舞台設計師

### 25日
- 王仕福，83岁，日本华侨，职业棒球手王貞治之父。
- 萨曼莎·史密斯，13岁，美国童星、和平活动家。
- 保羅·哈里斯，美國演員
- 魯迪·布萊什，美國爵士樂作家
- 威廉·蓋爾萊因，德國律師
- 路德維希·奧特，德國天主教神學家和中世紀主義者
- 埃利斯·派特森（Ellis E.Patterson），美國政治家
- 弗雷德·勞爾，奧地利演員和導演
- 阿明·隆伯格，奧地利政治家（ÖVP）；福拉爾貝格州議會議員
- Günther-Eberhardt Wisliceny，德國軍官，二戰中武裝黨衛軍的最後一位上校

### 26日
- 張其昀，83岁，中華民國教育部原部长。
- 阿克·弗里德爾，瑞典演員
- 弗雷德·路易士·勒奇，奧地利-德國演員
- 利奧波德·克羅爾·羅索，巴倫西亞鋼琴家、作曲家和音樂學家
- 查理斯·桑德曼，美國政治家

### 27日
- 郭兴福，55岁，中国人民解放军人物，“郭兴福教学法”的创立者。
- 約翰·阿爾佈雷希特森，瑞典水手
- 恩斯特·奧斯特，德國政治家（KPD，後來的KPD/ML）
- 沃爾特·弗雷，瑞士鋼琴家和音樂教育家
- 菲利克斯·賈德，德國書商
- 伊姆雷·茲索爾多斯，匈牙利爵士樂和娛樂音樂家和樂團指揮

### 28日
- 羅樂民，68岁，原香港輔政司。
- 露芙·高頓，美國女演員、編劇和劇作家
- 米格爾·奧特羅·席爾瓦，委內瑞拉作家
- 克勞斯-約阿希姆·馮·海德佈雷克，德國政治家（CDU），聯邦議院議員，石勒蘇益格-荷爾斯泰因州國務部長
- F.梅森·索內斯，美國醫生

### 29日
- 伊芙琳·安克斯，英國女演員
- 派翠克·巴爾，英國演員
- 保羅·克裡格曼，加拿大演員
- 拉爾西奧·何塞·米拉尼，巴西足球運動員
- 亞倫·馬克·斯坦（Aaron Marc Stein），美國作家

### 30日
- 泰勒·考德威爾，英美作家[3]
- 費城喬·鐘斯，美國爵士鼓手
- 塔蒂亞娜·阿維尼羅夫娜·普羅斯庫里亞科夫，美國考古學家和插畫家
- 倫納德·拉丁斯基，美國古生物學家
- 科尼利厄斯·歐文·萊特（Cornelius Erwin Righter），美式橄欖球、橄欖球聯盟、籃球運動員和教練
- 何塞·庫貝羅·桑切斯，西班牙托雷羅
- 庫爾特·的里雅斯特，德裔以色列攝影師

### 31日
- 弗兰克·麦克法兰·伯内特，85岁，澳大利亚病毒学家，1960年诺贝尔生理学或医学奖获得者。
- 古斯塔夫·塞比奇，德國地方政治家（社民黨，獨立）
- 卡爾·施泰納，瑞士政客